# Championnat de France Pro B de tennis de table 2024-2025
Navigation
Pro B 2023-2024 Pro B 2025-2026
Le Championnat de France Pro B de tennis de table 2024-2025 est la 22e édition du Championnat de France Pro B de tennis de table, deuxième niveau des championnats de France de tennis de table par équipes. Il oppose les 12 meilleures équipes de France dans le championnat masculin et les huit meilleures équipes féminines.

## Organisation 2024-2025
- En Pro B messieurs , les rencontres se déroulent au meilleur des 5 parties. Phase régulière en match aller uniquement suivie en fin de saison de play offs pour le titre de champion de France de Pro B et la montée en pro A et de play down pour la descente en nationale 1. À noter que la victoire passe désormais à 4 points[1].

- La Pro B Dames, la saison régulière se dispute dans une poule unique. Match en aller-retour. Pas de phases finales. Une montée et une descente.

## PRO B Messieurs

### Équipes
| Équipe               | En Pro B depuis | Classement 2023-2024 | Joueurs                                                                            | Entraîneur           | Président            |
| -------------------- | --------------- | -------------------- | ---------------------------------------------------------------------------------- | -------------------- | -------------------- |
| Amiens STT           | ?               | 10e                  | Nicolas Burgos Santiago Lorenzo Benjamin Fruchart Denis Dorcescu                   | Drapeau de la France | Drapeau de la France |
| Bruille CTT          |                 | 4e                   | Rares Sipos Thibault Poret Flavien Coton Jesus Cantero Juncal Jialang Liu          | Xavier Coton         | Drapeau de la France |
| Caen TTC             | 2024            | pro A                | Emmanuel Lebesson Stéphane Ouaiche Jules Cavaille Lubomir Jancarik Romain Lorentz  | Drapeau de la France | Drapeau de la France |
| CP Fouras            |                 | 7e                   | Andrea Landrieu Marcos Madrid (en) Paul Gauzy Loic Bobillier                       | Loic Bobillier       | Drapeau de la France |
| Fréjus AMSL          | 2024            | Nationale 1          | Eric Jouti Maxime Antoine Michard Antoine Doyen Antoine Razafinarivo Diwan Leterme | Drapeau de la France | Drapeau de la France |
| Le Havre ATT         | 2024            | Nationale 1          | Daniele Pinto Oya Hidetoshi Mati Taiwo Dylan Chaperon Thibault Bailliet            | Drapeau de la France | Drapeau de la France |
| Lille Métropole TT   |                 | 9e                   | Seyed Amir Hodaei Fabio Rakotoarimanana Romain Brard Tom Closset                   | Vincent Rasselet     | Drapeau de la France |
| ASTT Miramas         |                 | 6e                   | Zhiwen He Cheng Junge Zheng Guillaume Alcayde Dorian Zheng                         | Drapeau de la France | Drapeau de la France |
| Nice Cavigal TT      |                 | 2e                   | Hunor Szőcs (en) Jeremy Petiot Sohan Gilles Myshaal Sabhi                          | Drapeau de la France | Drapeau de la France |
| Saint-Denis US 93 TT | 2023            | 5e                   | Darius Movileanu Harmeet Desai (en) Alexis Kouraichi Mathieu de Saintilan          | Drapeau de la France | Drapeau de la France |
| 4S Tours TT          | ?               | 3e                   | Remi Betelu Hugo Deschamps Celian Besnier Clément Laine-Campino                    | Drapeau de la France | Drapeau de la France |
| PPC Villeneuve       | 2022            | 8e                   | Gustavo Gomez Olajide Adeyemi Omotayo Damien Llorca Clément Deberthe               | Drapeau de la France | Drapeau de la France |

| \| Amiens STT Bruille CTT Caen TTC CP Fouras Fréjus AMSL Le Havre ATT Lille Métropole TT ASTT Miramas Nice Cavigal TT St-Denis 4S Tours TT PPC Villeneuve \| Localisation des clubs engagés dans le championnat. |
| Amiens STT Bruille CTT Caen TTC CP Fouras Fréjus AMSL Le Havre ATT Lille Métropole TT ASTT Miramas Nice Cavigal TT St-Denis 4S Tours TT PPC Villeneuve                                                           |

### Résultats
| Résultats (dom.\ext.)                                      | Ami | Bru | Cae | Fou | Fré | Le H | Lil | Mir | Nic | St D | Tou | Vill |
| Amiens STT                                                 |     | 2-3 | -   | 3-1 | -   | 2-3  | -   | -   | 1-3 | -    | -   | 0-3  |
| Bruille CTT                                                | -   |     | -   | -   | 3-0 | 3-0  | 3-1 | 3-0 | 3-2 | 3-2  | -   | -    |
| Caen TTC                                                   | 3-1 | 2-3 |     | 3-1 | 3-0 | -    | -   | -   | 3-0 | -    | -   | 3-0  |
| CP Fouras                                                  | -   | 0-3 | -   |     | -   | 1-3  | 3-2 | -   | 2-3 | 1-3  | -   | -    |
| Fréjus AMSL                                                | 3-2 | -   | -   | 2-3 |     | 3-2  | 3-1 | -   | -   | 0-3  | -   | 1-3  |
| Le Havre ATT                                               | -   | -   | 0-3 | -   | -   |      | 0-3 | 3-1 | -   | 3-2  | 2-3 | -    |
| Lille Métropole TT                                         | 3-0 | -   | 0-3 | -   | -   | -    |     | 3-0 | -   | 1-3  | 3-0 | -    |
| ASTT Miramas                                               | 0-3 | -   | 1-3 | 0-3 | 3-1 | -    | -   |     | -   | -    | 1-3 | 2-3  |
| Nice Cavigal TT                                            | -   | -   | -   | -   | 3-2 | 2-3  | 3-2 | 3-0 |     | 2-3  | 0-3 | -    |
| Saint-Denis US 93 TT                                       | 2-3 | -   | 3-1 | -   | -   | -    | -   | 3-1 | -   |      | 3-0 | 3-1  |
| 4S Tours TT                                                | 3-2 | 0-3 | 0-3 | 2-3 | 2-3 | -    | -   | -   | -   | -    |     | 3-0  |
| PPC Villeneuve                                             | -   | 1-3 | -   | 0-3 | -   | 3-1  | 2-3 | -   | 0-3 | -    | -   |      |
| - Victoire à domicile - Match nul - Victoire à l'extérieur |     |     |     |     |     |      |     |     |     |      |     |      |

### Déroulement du championnat

#### Play off
- Malgré une qualification pour les play-off, le CP Fouras annonce se retirer du monde professionnel en fin de saison en raison d'une baisse importante de ses subventions[2].

### Classements

#### Général
Classements par équipe du championnat de France de PRO B messieurs 2024 - 2025.
Mise à jour le 16 février 2025
| Rang | Équipe               | Pts | J  | V  | N | D  | F | Pp | Pc | Diff |
| ---- | -------------------- | --- | -- | -- | - | -- | - | -- | -- | ---- |
| 1    | Bruille CTT          | 44  | 11 | 11 | 0 | 0  | 0 | 33 | 10 | +23  |
| 2    | Caen TTC relégué     | 39  | 11 | 9  | 0 | 2  | 0 | 30 | 9  | +21  |
| 3    | Saint-Denis US 93 TT | 38  | 11 | 8  | 0 | 3  | 0 | 30 | 16 | +14  |
| 4    | Nice Cavigal TT      | 30  | 11 | 6  | 0 | 5  | 0 | 24 | 22 | +2   |
| 5    | Lille Métropole TT   | 27  | 11 | 5  | 0 | 6  | 0 | 22 | 20 | +2   |
| 6    | CP Fouras            | 26  | 11 | 5  | 0 | 6  | 0 | 21 | 24 | -3   |
| 7    | Le Havre ATT         | 25  | 11 | 5  | 0 | 6  | 0 | 20 | 26 | -6   |
| 8    | 4S Tours TT          | 24  | 11 | 5  | 0 | 6  | 0 | 19 | 23 | -4   |
| 9    | Fréjus AMSL          | 22  | 11 | 4  | 0 | 7  | 0 | 18 | 28 | -10  |
| 10   | Amiens STT           | 22  | 11 | 3  | 0 | 8  | 0 | 19 | 27 | -8   |
| 11   | PPC Villeneuve       | 20  | 11 | 4  | 0 | 7  | 0 | 16 | 25 | -9   |
| 12   | ASTT Miramas         | 10  | 11 | 1  | 0 | 10 | 0 | 9  | 31 | -22  |

Qualifications
- 1er et 2e : qualification directe pour les demi-finales
- 3e au 6e : qualification pour les barrages

### Phase finale

#### Play off
|  | Quarts de finale                | Quarts de finale                |                                  |                                  | Demi-finales                    | Demi-finales                    |  |  | Finale                          | Finale                          |
|  | Quarts de finale                | Quarts de finale                |                                  |                                  | Demi-finales                    | Demi-finales                    |  |  | Finale                          | Finale                          |
|  |                                 |                                 |                                  |                                  |                                 |                                 |  |  |                                 |                                 |
|  | Aller le 28/02, retour le 04/03 | Aller le 28/02, retour le 04/03 |                                  |                                  | Aller le 27/04, retour le 29/04 | Aller le 27/04, retour le 29/04 |  |  | Aller le 03/06, retour le 06/06 | Aller le 03/06, retour le 06/06 |
|  | Aller le 28/02, retour le 04/03 | Aller le 28/02, retour le 04/03 |                                  |                                  | Aller le 27/04, retour le 29/04 | Aller le 27/04, retour le 29/04 |  |  | Aller le 03/06, retour le 06/06 | Aller le 03/06, retour le 06/06 |
|  | Aller le 28/02, retour le 04/03 | Aller le 28/02, retour le 04/03 | Bruille CTT                      | 3 ; 3                            |                                 |                                 |  |  | Aller le 03/06, retour le 06/06 | Aller le 03/06, retour le 06/06 |
|  | Nice Cavigal TT                 | 1 ; 2                           | Bruille CTT                      | 3 ; 3                            |                                 |                                 |  |  | Aller le 03/06, retour le 06/06 | Aller le 03/06, retour le 06/06 |
|  | Nice Cavigal TT                 | 1 ; 2                           | Lille Métropole TT               | 0 ; 0                            |                                 |                                 |  |  | Aller le 03/06, retour le 06/06 | Aller le 03/06, retour le 06/06 |
|  | Lille Métropole TT              | 3 ; 3                           | Lille Métropole TT               | 0 ; 0                            |                                 |                                 |  |  | Aller le 03/06, retour le 06/06 | Aller le 03/06, retour le 06/06 |
|  | Lille Métropole TT              | 3 ; 3                           | Aller le 27/03 , retour le 01/04 | Aller le 27/03 , retour le 01/04 | Bruille CTT                     | 3 ; 3                           |  |  |                                 |                                 |
|  | Aller le 28/02, retour le 06/03 |                                 | Aller le 27/03 , retour le 01/04 | Aller le 27/03 , retour le 01/04 | Bruille CTT                     | 3 ; 3                           |  |  |                                 |                                 |
|  |                                 | Caen TTC                        | Aller le 27/03 , retour le 01/04 | Aller le 27/03 , retour le 01/04 | 0 ; 0                           |                                 |  |  |                                 |                                 |
|  | Saint-Denis US 93 TT            | Caen TTC                        | Aller le 27/03 , retour le 01/04 | Aller le 27/03 , retour le 01/04 | 0 ; 0                           | 2 ; 1                           |  |  |                                 |                                 |
|  | Saint-Denis US 93 TT            | CP Fouras                       | 2 ; 3                            |                                  |                                 | 2 ; 1                           |  |  |                                 |                                 |
|  | CP Fouras                       | CP Fouras                       | 2 ; 3                            | 3 ; 3                            |                                 |                                 |  |  |                                 |                                 |
|  | CP Fouras                       | Caen TTC                        | 3 ; 2                            | 3 ; 3                            |                                 |                                 |  |  |                                 |                                 |
|  |                                 | Caen TTC                        | 3 ; 2                            |                                  |                                 |                                 |  |  |                                 |                                 |

#### Finale
|  | Bruille CTT | 3-0 ; 3-0 | Caen TTC |  |  |
|  |             |           |          |  |  |

| Caen TTC           | 0 - 3              | Bruille CTT        | Caen, le 3 juin 2025 |
| ------------------ | ------------------ | ------------------ | -------------------- |
| Détail des matches | Détail des matches | Détail des matches | Durée :              |
| Jules Cavaille     | 0 - 3              | Flavien Coton      | 20'                  |
| Emmanuel Lebesson  | 1 - 3              | Thibault Poret     | 28'                  |
| Stéphane Ouaiche   | 2 - 3              | Rares Sipos        | 50'                  |

| Bruille CTT        | 3 - 0              | Caen TTC           | Bruille, le 6 juin 2025 |
| ------------------ | ------------------ | ------------------ | ----------------------- |
| Détail des matches | Détail des matches | Détail des matches | Durée :                 |
| Flavien Coton      | 3 - 0              | Stéphane Ouaiche   |                         |
| Thibault Poret     | 3 - 2              | Lubomir Jancarik   |                         |
| Rares Sipos        | 3 - 1              | Jules Cavaille     |                         |

- Le Bruille CTT est sacré champion de France Pro B[3].
- Le Bruille CTT et le Caen TTC sont promus en pro A[3] à la suite de la disqualification de Jura Morez.

#### Play down
|  | Quarts de finale                      | Quarts de finale                      |                                       |                                       | Demi-finales                          | Demi-finales                          |  |  | Finale | Finale |
|  | Quarts de finale                      | Quarts de finale                      |                                       |                                       | Demi-finales                          | Demi-finales                          |  |  | Finale | Finale |
|  |                                       |                                       |                                       |                                       |                                       |                                       |  |  |        |        |
|  | Aller le 04/03/25, retour le 07/03/25 | Aller le 04/03/25, retour le 07/03/25 |                                       |                                       | Aller le 26/03/25, retour le 29/04/25 | Aller le 26/03/25, retour le 29/04/25 |  |  |        |        |
|  | Aller le 04/03/25, retour le 07/03/25 | Aller le 04/03/25, retour le 07/03/25 |                                       |                                       | Aller le 26/03/25, retour le 29/04/25 | Aller le 26/03/25, retour le 29/04/25 |  |  |        |        |
|  | Aller le 04/03/25, retour le 07/03/25 | Aller le 04/03/25, retour le 07/03/25 | Le Havre ATT                          | 1 ; 1                                 |                                       |                                       |  |  |        |        |
|  | PPC Villeneuve                        | 0 ; 1                                 | Le Havre ATT                          | 1 ; 1                                 |                                       |                                       |  |  |        |        |
|  | PPC Villeneuve                        | 0 ; 1                                 | Amiens STT                            | 3 ; 3                                 |                                       |                                       |  |  |        |        |
|  | Amiens STT                            | 3 ; 3                                 | Amiens STT                            | 3 ; 3                                 |                                       |                                       |  |  |        |        |
|  | Amiens STT                            | 3 ; 3                                 | Aller le 26/03/25, retour le 28/04/25 | Aller le 26/03/25, retour le 28/04/25 | Amiens STT                            |                                       |  |  |        |        |
|  | Aller le 28/02/25, retour le 02/03/25 |                                       | Aller le 26/03/25, retour le 28/04/25 | Aller le 26/03/25, retour le 28/04/25 | Amiens STT                            |                                       |  |  |        |        |
|  |                                       | 4S Tours TT                           | Aller le 26/03/25, retour le 28/04/25 | Aller le 26/03/25, retour le 28/04/25 |                                       |                                       |  |  |        |        |
|  | ASTT Miramas                          | 2 ; 0                                 | Aller le 26/03/25, retour le 28/04/25 | Aller le 26/03/25, retour le 28/04/25 |                                       |                                       |  |  |        |        |
|  | ASTT Miramas                          | 2 ; 0                                 | Fréjus AMSL                           | 2 ; 1                                 |                                       |                                       |  |  |        |        |
|  | Fréjus AMSL                           | 3 ; 3                                 | Fréjus AMSL                           | 2 ; 1                                 |                                       |                                       |  |  |        |        |
|  | Fréjus AMSL                           | 3 ; 3                                 | 4S Tours TT                           | 3 ; 3                                 |                                       |                                       |  |  |        |        |
|  |                                       |                                       | 4S Tours TT                           | 3 ; 3                                 |                                       |                                       |  |  |        |        |

- Le PPC Villeneuve et l'ASTT Miramas sont rétrogradées en nationale 1. La rencontre de classement Amiens-Tours n'a pas eu lieu.

#### Classement des meilleurs pongistes
Phase 1 - Mise à jour le 25 février 2025
|     | Scoreur           | Club               | Victoires | Défaites | % Victoires |
| --- | ----------------- | ------------------ | --------- | -------- | ----------- |
| 1er | Harmeet Desai     | Saint-Denis TT93   | 12        | 3        | 80 %        |
| 2e  | Stéphane Ouaiche  | Caen TTC           | 11        | 0        | 100%        |
| 3e  | Thibault Poret    | CTT Bruille        | 11        | 3        | 79 %        |
| 4e  | Hunor Szocs       | Nice Cavigal TT    | 11        | 7        | 61 %        |
| 5e  | Seyed Amir Hodaei | Lille Métropole TT | 10        | 3        | 77 %        |
| 6e  | Hidetoshi Oya     | Le Havre ATT       | 10        | 7        | 59 %        |
| 7e  | Flavien Coton     | CTT Bruille        | 9         | 2        | 82 %        |
| 8e  | Lubomir Jancarik  | Caen TTC           | 9         | 3        | 75 %        |
| 9e  | Alexis Kouraichi  | Saint-Denis TT93   | 9         | 5        | 64 %        |
| 10e | Rémi Betelu       | 4S Tours TT        | 9         | 7        | 56 %        |

Phase 1 + play-off + play-down Mise à jour le 11 juin 2025
|     | Scoreur                | Club               | Victoires | Défaites | % Victoires |
| --- | ---------------------- | ------------------ | --------- | -------- | ----------- |
| 1er | Thibault Poret         | CTT Bruille        | 14        | 3        | 82 %        |
| 2e  | Seyed Amir Hodaei      | Lille Métropole TT | 14        | 4        | 78 %        |
|     | Harmeet Desai          | Saint-Denis TT93   | 14        | 4        | 78 %        |
| 4e  | Flavien Coton          | CTT Bruille        | 13        | 2        | 87 %        |
| 5e  | Andrea Landrieu        | CP Fouras          | 13        | 8        | 62 %        |
| 6e  | Maxime Antoine Michard | Fréjus AMSL        | 13        | 10       | 57 %        |
| 7e  | Stéphane Ouaiche       | Caen TTC           | 12        | 3        | 80 %        |
| 8e  | Rares Sipos            | CTT Bruille        | 11        | 3        | 79 %        |
| 9e  | Santiago Lorenzo       | Amiens STT         | 11        | 9        | 55 %        |
| 10e | Hunor Szocs            | Nice Cavigal TT    | 11        | 11       | 50 %        |

### Parcours en coupes d'Europe
| Club                            | Compétition                                      | Résultat     | Ultime(s) adversaire(s) | Ultime(s) adversaire(s) |
| ------------------------------- | ------------------------------------------------ | ------------ | ----------------------- | ----------------------- |
| Lille Métropole Tennis de table | Ligue des champions de tennis de table 2024-2025 | premier tour |                         |                         |

### PRO B Dames

#### Équipes
| Équipe                     | En Pro B depuis | Classement 2023-2024 | Joueurs                                                                                    | Entraîneur           | Président            |
| -------------------------- | --------------- | -------------------- | ------------------------------------------------------------------------------------------ | -------------------- | -------------------- |
| Fontenay USTT              |                 |                      | - Ines Rodrigues De Matos - Marion Berthaud - Clara Collinet - Hélène Moreau - Zoé Soulier | Drapeau de la France | Drapeau de la France |
| Grand-Quevilly ALCL        |                 | Pro A                | - Pauline Chasselin - Anais Salpin - Laura Pfefer - Tianer Yu - Anastasiia Dymytrenko      | Drapeau de la France | Drapeau de la France |
| TT Joué-lès-Tours 2        |                 |                      | - Jeanne Golab - Héloise Latour - Eden Josset - Lou-anne Bocquet                           | Drapeau de la France | Drapeau de la France |
| Leers OSTT                 |                 |                      | - Ana Tofant - Nathalie Marchetti - Alma Roose - Perrine Betrancourt - Candice Lardinois   | Drapeau de la France | Drapeau de la France |
| CP Lyssois Lille Métropole |                 |                      | - Olga Vorobeva - Filippa Bergand - Margo Degraef - Shuohan Men - Lilou Massart            | Drapeau de la France | Drapeau de la France |
| Paris 13 TT                |                 |                      | - Yu-Hua Liu - Lucie Mobarek - Claire Picard - Alexandra Zhu                               | Drapeau de la France | Drapeau de la France |
| Saint Pierraise ENT 2      |                 |                      | - Océane Guisnel - Nolwenn Fort - Jeanne Robbes - Louanne Madelin - Erika Parmentier       | Drapeau de la France | Drapeau de la France |
| Union Issy/Antony          |                 |                      | - Leonie Hartbrich - Jade Huynh - Clémence Chevallier - Elise Pujol - Ainhoa Cristobal     | Drapeau de la France | Drapeau de la France |

#### Résultats
| Résultats (dom.\ext.)                                      | Fon | Gr Q | Jou | Lee | Lys | Par | St P | U I/A |
| Fontenay USTT                                              |     | 0-3  | 3-1 | 3-2 | 1-3 | 0-3 | 0-3  | 2-3   |
| Grand-Quevilly ALCL                                        | 3-0 |      | 3-0 | 3-1 | 2-3 | 3-0 | 2-3  | 3-0   |
| TT Joué-lès-Tours 2                                        | 1-3 | 1-3  |     | 2-3 | 0-3 | 0-3 | 2-3  | 0-3   |
| Leers OSTT                                                 | 0-3 | 1-3  | 3-1 |     | 1-3 | 0-3 | 1-3  | 1-3   |
| CP Lyssois Lille Métropole                                 | 3-0 | 1-3  | 3-1 | 2-3 |     | 3-2 | 3-0  | 3-2   |
| Paris 13 TT                                                | 3-1 | 2-3  | 3-1 | 3-0 | 3-1 |     | 0-3  | 3-0   |
| Saint Pierraise ENT 2                                      | 1-3 | 2-3  | 2-3 | 3-1 | 1-3 | 2-3 |      | 3-0   |
| Union Issy/Antony                                          | 3-1 | 0-3  | 3-0 | 3-2 | 0-3 | 3-2 | 2-3  |       |
| - Victoire à domicile - Match nul - Victoire à l'extérieur |     |      |     |     |     |     |      |       |

#### Classements

##### Général
Classements par équipe du championnat de France de PRO B dames 2024 - 2025.
Mise à jour le 18 mai 2025
| Rang | Équipe                       | Pts | J  | V  | N | D  | F | Pp | Pc | Diff |
| ---- | ---------------------------- | --- | -- | -- | - | -- | - | -- | -- | ---- |
| 1    | Grand-Quevilly ALCL          | 52  | 14 | 12 | 0 | 2  | 0 | 40 | 14 | +26  |
| 2    | CP Lyssois Lille Métropole   | 48  | 14 | 11 | 0 | 3  | 0 | 37 | 19 | +18  |
| 3    | Paris 13 TT                  | 42  | 14 | 9  | 0 | 5  | 0 | 33 | 20 | +13  |
| 4    | Entente Saint Pierraise TT 2 | 40  | 14 | 8  | 0 | 6  | 0 | 32 | 26 | +6   |
| 5    | Union Issy/Antony            | 32  | 14 | 7  | 0 | 7  | 0 | 25 | 29 | -4   |
| 6    | Fontenay USTT                | 25  | 14 | 5  | 0 | 9  | 0 | 20 | 32 | -12  |
| 7    | Leers OSTT                   | 22  | 14 | 3  | 0 | 11 | 0 | 19 | 38 | -19  |
| 8    | TT Joué-lès-Tours 2          | 14  | 14 | 1  | 0 | 13 | 0 | 13 | 41 | -28  |

- Grand-Quevilly remporte le championnat et remonte en Pro A, l'équipe 2 du TT Joué-lès-Tours finit dernière et descend en national 1[4],[5].

#### Classement des meilleures pongistes
Phase 1 - Mise à jour le 18 mai 2025
|     | Scoreuse                | Club                       | Victoires | Défaites | % Victoires |
| --- | ----------------------- | -------------------------- | --------- | -------- | ----------- |
| 1re | Anaïs Salpin            | Grand-Quevilly ALCL        | 16        | 3        | 84 %        |
| 2e  | Pauline Chasselin       | Grand-Quevilly ALCL        | 15        | 5        | 75 %        |
| 3e  | Lucie Mobarek           | Paris 13 TT                | 13        | 5        | 72 %        |
| 4e  | Filippa Bergand         | CP Lyssois Lille Métropole | 12        | 5        | 71 %        |
| 5e  | Nolwenn Fort            | Saint-Pierraise ENT        | 12        | 7        | 63 %        |
| 6e  | Shuohan Men             | CP Lyssois Lille Métropole | 11        | 5        | 69 %        |
| 7e  | Ana Tofant              | Leers OSTT                 | 11        | 9        | 55 %        |
| 8e  | Lucie Gauthier          | Saint-Pierraise ENT        | 10        | 3        | 77 %        |
| 9e  | Inès Rodrigues De Matos | Fontenay USTT              | 10        | 5        | 67 %        |
| 10e | Claire Picard           | Paris 13 TT                | 10        | 5        | 67 %        |